# Pierre Amédée Jaubert

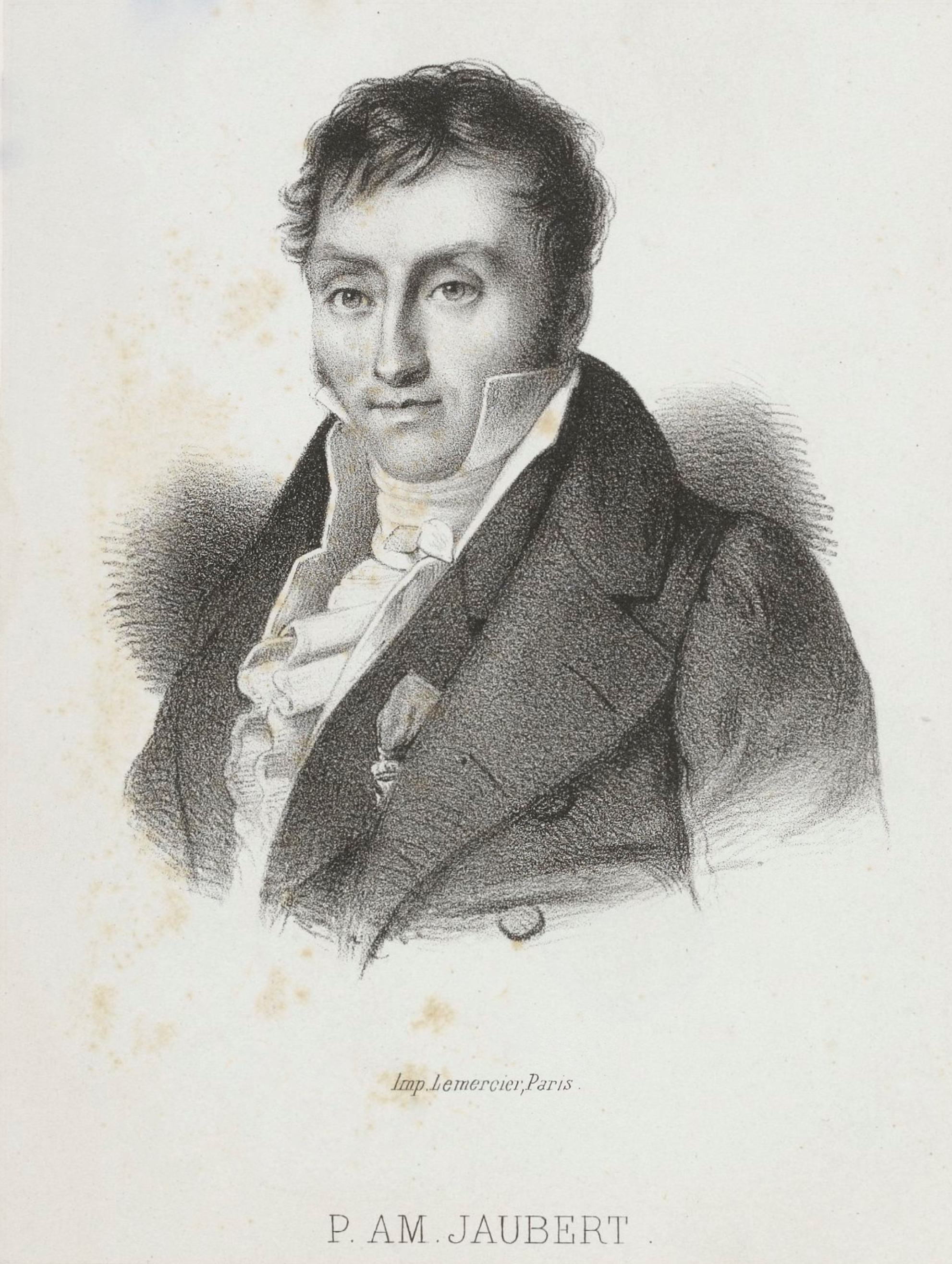
Pierre Amédée Jaubert.

Pierre Amédée Émilien Probe Jaubert, född den 3 juni 1779 i Aix-en-Provence, död den 30 januari 1847 i Paris, var en fransk lingvist.
Jaubert var lärjunge till Silvestre de Sacy och följde Bonaparte som tolk på det egyptiska fälttåget, utnämndes 1801 till professor i turkiska vid École des langues orientales, utförde åtskilliga beskickningar till Turkiet och Persien samt blev 1830 professor i persiska vid Collège de France och ledamot av Académie des inscriptions. Jaubert utgav Voyage en Arménie et en Perse (1821), Elements de la grammaire turque (1823), en fullständig fransk översättning av den arabiske geografen Idrisis geografiska verk (1836-40) samt uppsatser i "Journal asiatique" och "Revue encyclopédique" med mera. 